# SN 2009ga
SN 2009ga – supernowa typu II-P odkryta 8 czerwca 2009 roku w galaktyce NGC 7678. W momencie odkrycia miała maksymalną jasność 16,20m.